# Мерго
Мерго (итал. Mergo) — коммуна в Италии, располагается в регионе Марке, в провинции Анкона.
Население составляет 1103 человека (2008 г.), плотность населения составляет 149 чел./км². Занимает площадь 7 км². Почтовый индекс — 60030. Телефонный код — 0731.
Покровителем коммуны почитается святой Лаврентий, празднование 10 августа.

## Демография
Динамика населения:

## Администрация коммуны
- Официальный сайт: https://web.archive.org/web/20091002082106/http://www.comune.mergo.an.it/Engine/RAServePG.aspx